# Consejo Argentino de Fotografía
El Consejo Argentino de Fotografía fue una institución creada por un grupo de fotógrafos en octubre de 1979 con el fin de promover la fotografía creativa. Para ello organizaba exposiciones de fotografía, hacía publicaciones y convocaba conferencias.
Tras el primer Coloquio Latinoamericano de Fotografía que se realizó en mayo de 1978 en la ciudad de México, un grupo formado por los fotógrafos Alicia D'Amico, Sara Facio, Andy Goldstein, Eduardo Comesaña, Annemarie Heinrich, María Cristina Orive y Juan Travnik decidió iniciar una propuesta diferenciada de la fotografía de aficionados de la época con unos planteamientos fundamentados en la propia creatividad del medio fotográfico y en la posibilidad de hacer fotografías de cualquier objeto o situación. A esta propuesta se unieron poco después Julie Weisz y Óscar Pintor.
El Consejo fue uno de los inspiradores de que la Galería Omega, fundada por Helen Zout y Ataúlfo Pérez Aznar, se dedicara a realizar exposiciones de la denominada "fotografía de autor", en las que la expresión personal ocupaba un lugar destacado.
El Consejo realizó diversas publicaciones y dio a conocer fotógrafos como Sandra Eleta y Fernando Paillet, pero en torno a 1987 dejó de funcionar, en parte a causa de que la fotografía creativa había adquirido cierta relevancia y disponía de otros medios para su difusión.